# Schendylops australis
Schendylops australis är en mångfotingart som först beskrevs av Filippo Silvestri 1907.  Schendylops australis ingår i släktet Schendylops och familjen småjordkrypare. Inga underarter finns listade i Catalogue of Life.